# Gostyń
Gostyń è un comune urbano-rurale polacco del distretto di Gostyń, nel voivodato della Grande Polonia.
Ricopre una superficie di 136,91 km² e nel 2004 contava 27 981 abitanti.

## Geografia fisica
L'area di Gostyń è di 10,79 km²: la città comprende l'1% dell'area del distretto e l'8% dell'area del comune.

## Monumenti
- Basilica santuario della Confederazione dell'oratorio di San Filippo Neri costruito da Giorgio Catenazzi, Giovanni Catenazzi e Pompeo Ferrari a modello della Basilica di Santa Maria della Salute

## Galleria d'immagini

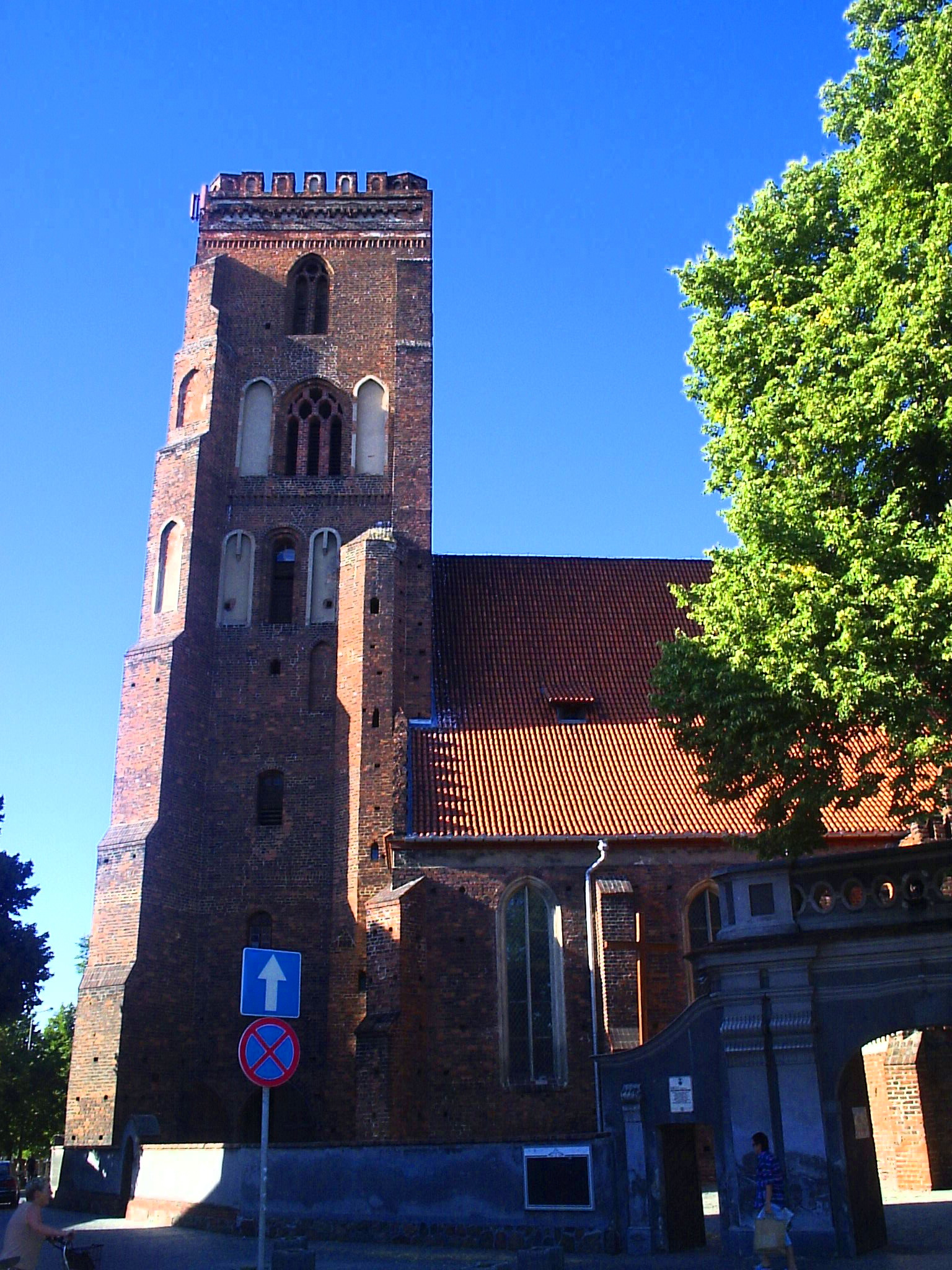
Chiesa di Santa Margherita
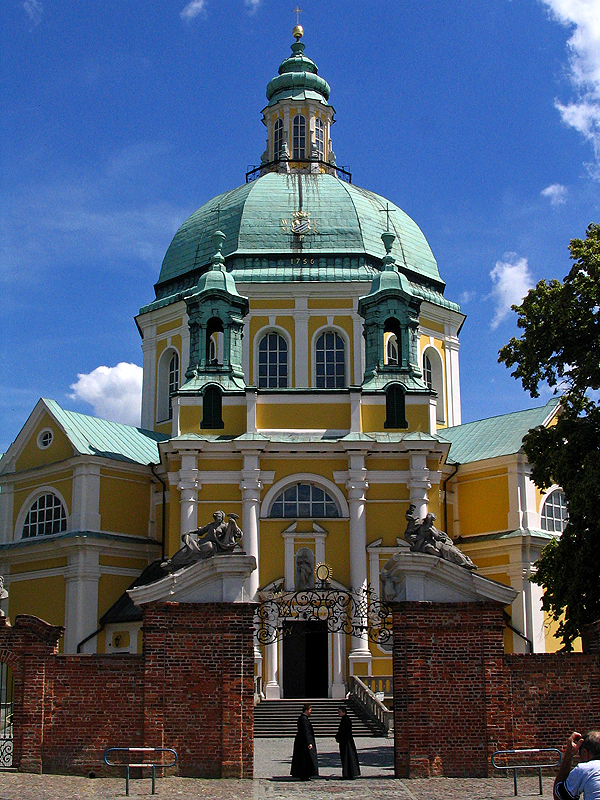
Monastero
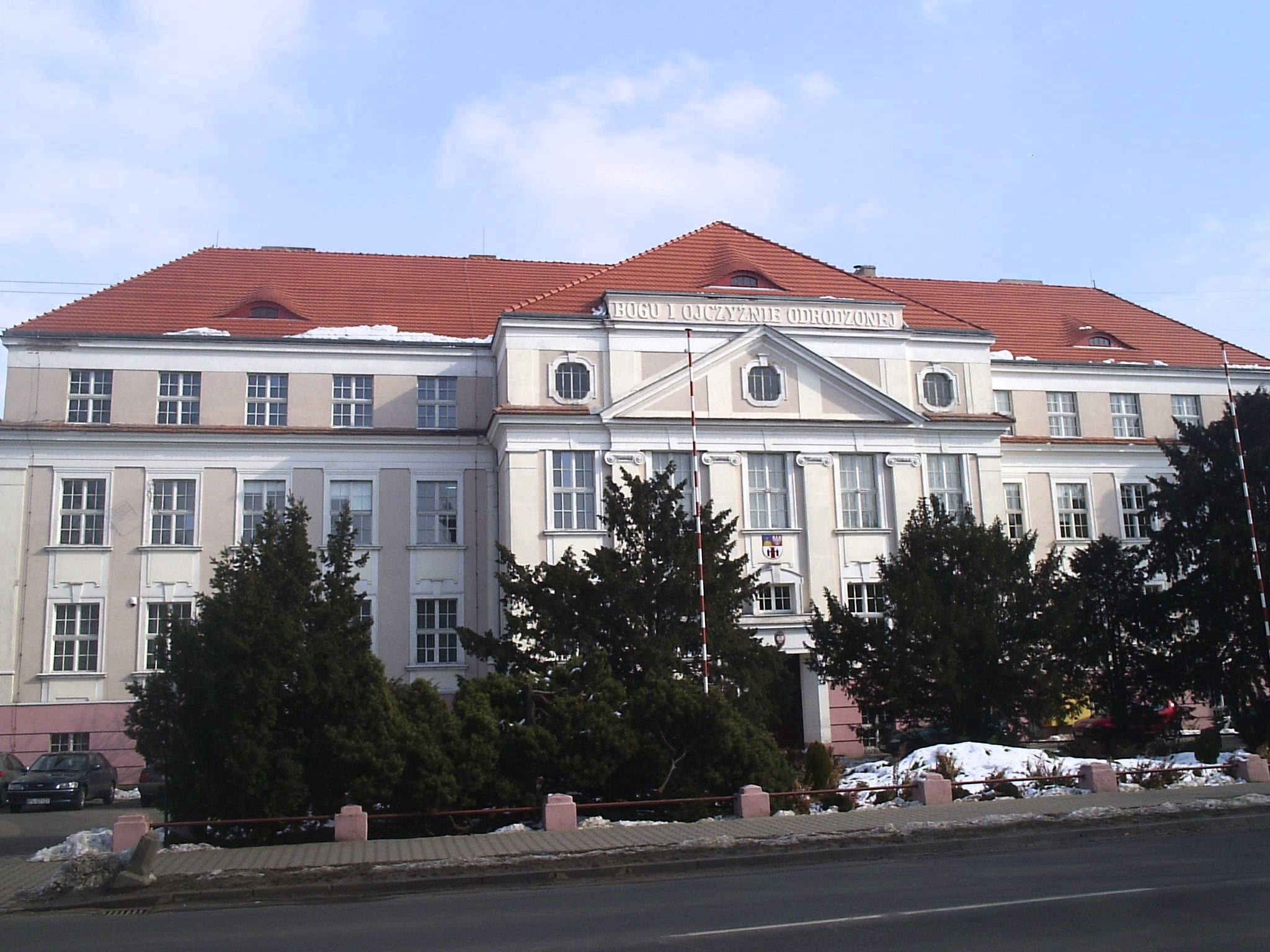
Medie superiori

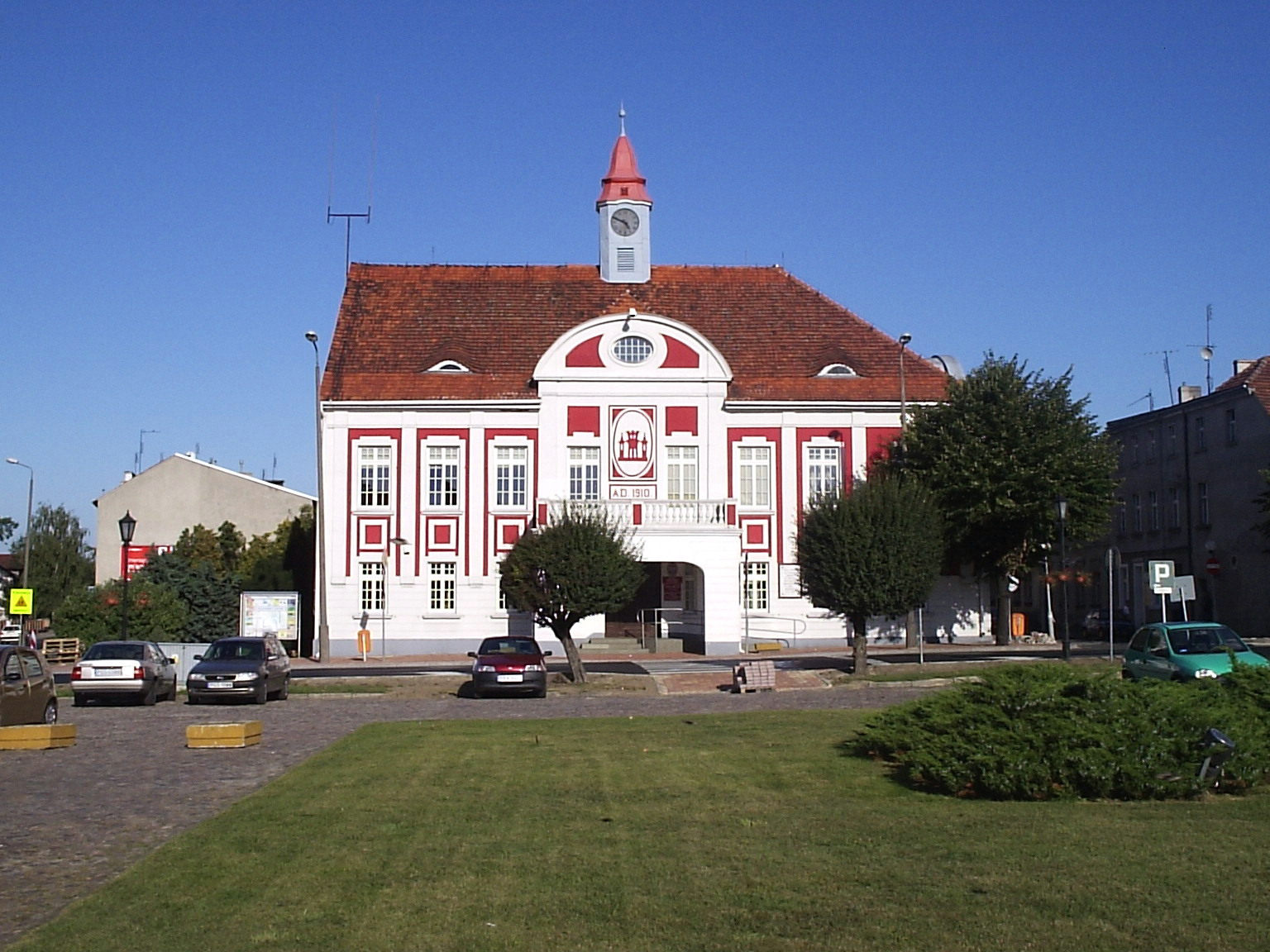
Municipio
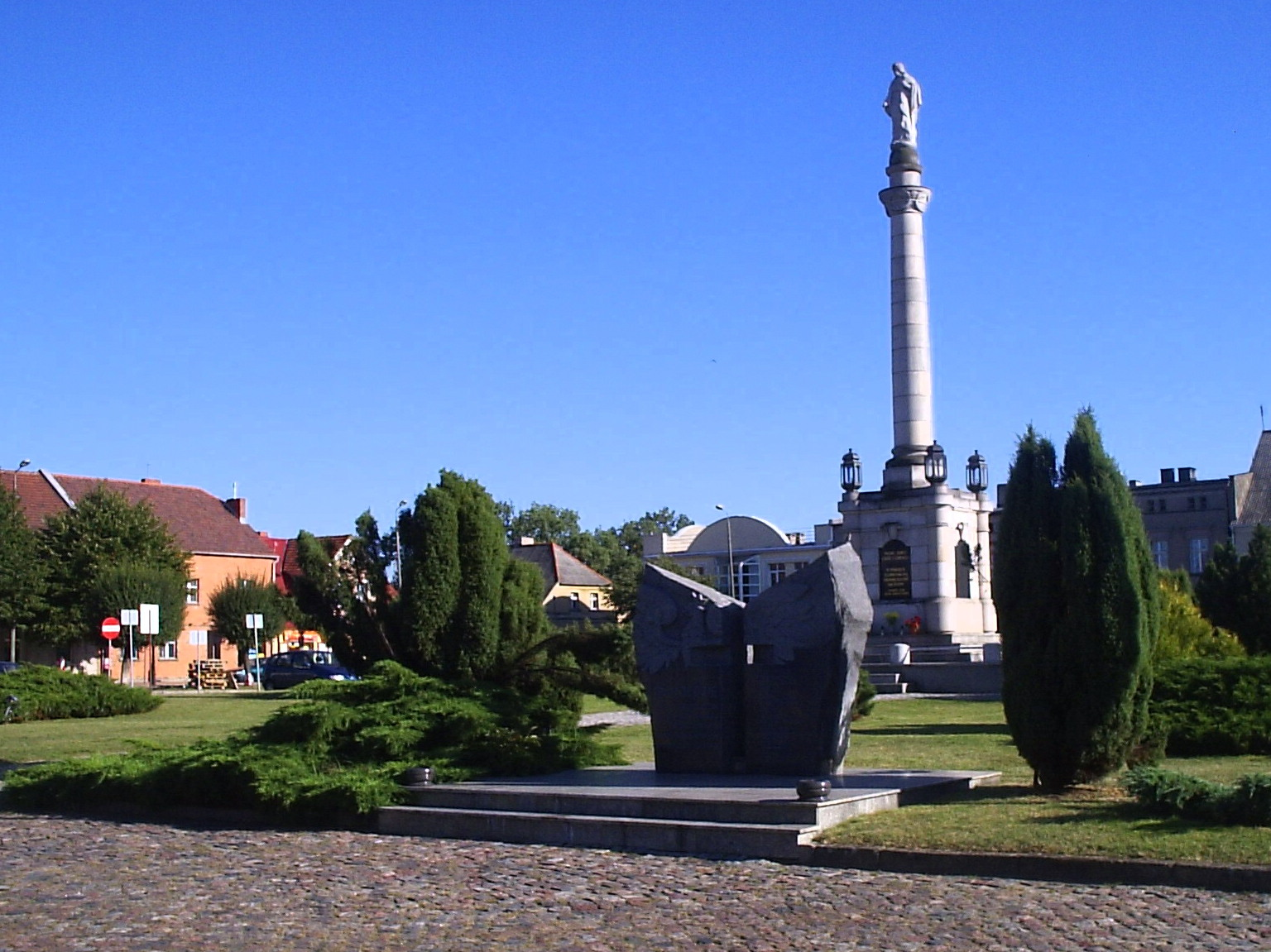
Mercato
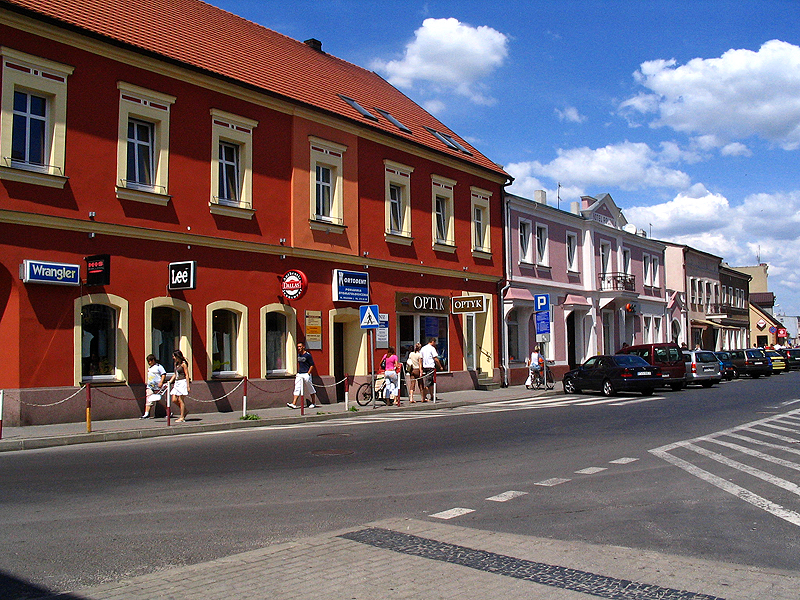
Via Kolejowa